# Mohamed Rayhi
Mohamed Rayhi (Eindhoven, 1 juli 1994) is een Marokkaans-Nederlands voetballer die doorgaans als vleugelaanvaller speelt. Hij verruilde Al-Jabalain in juli 2024 voor Wydad AC Casablanca.

## Clubcarrière

### PSV
Rayhi werd in 2003 opgenomen in de jeugdopleiding van PSV, dat hem scoutte bij WVVZ. Als B-junior werd hij in het seizoen 2009/2010 verhuurd aan Helmond Sport. Hij debuteerde op 3 augustus 2013 in het betaald voetbal, in een wedstrijd tussen Jong PSV en Sparta Rotterdam in de Jupiler League. Hij scoorde bij zijn debuut ook zijn eerste doelpunt bij de senioren. In twee seizoenen speelde hij 48 wedstrijden voor Jong PSV en maakte hij tien doelpunten. Een debuut in het eerste elftal van de club bleef uit.

### N.E.C.
Rayhi tekende in juli 2015 een contract tot medio 2017 bij N.E.C., dat hem transfervrij inlijfde. In zijn verbintenis werd een optie voor nog een seizoen opgenomen. Hij debuteerde op 23 augustus 2015 tegen Ajax. In de beker maakte Rayhi op 22 september 2015 zijn eerste doelpunt in dienst van N.E.C., tegen Noordwijk. In de Eredivisie maakte Rayhi op 16 oktober 2016 zijn eerste Eredivisiedoelpunt, in de thuiswedstrijd tegen Feyenoord (1-2 verlies). Op 30 maart 2017 maakte NEC bekend dat het Rayhi's contract een extra jaar verlengd had, tot de zomer van 2018. Op 28 mei 2017 degradeerde hij met N.E.C. naar de Eerste divisie.

### Sparta Rotterdam
Nadat in 2018 zijn contract bij N.E.C. afgelopen was, maakte hij de overstap naar Sparta Rotterdam eveneens in de Eerste divisie. In zijn eerste jaar bij Sparta promoveerde Rayhi met Sparta via de Play-offs naar de Eredivisie.

### Midden-Oosten
In oktober 2020 maakte Rayhi de overstap naar Al-Batin FC dat uitkomt in de Saudi Professional League. Medio 2022 ging hij naar Al Dhafra SCC in de Verenigde Arabische Emiraten. Een jaar later ging hij voor Al-Jabalain spelen op het tweede niveau in Saoedi-Arabië.

## Clubstatistieken
| Seizoen         | Club             | Competitie      | Competitie | Competitie | Beker | Beker | Overig | Overig | Totaal | Totaal |
| Seizoen         | Club             | Competitie      | Wed.       | Dlp.       | Wed.  | Dlp.  | Wed.   | Dlp.   | Wed.   | Dlp.   |
| --------------- | ---------------- | --------------- | ---------- | ---------- | ----- | ----- | ------ | ------ | ------ | ------ |
| 2013/14         | Jong PSV         | Eerste divisie  | 36         | 7          | 0     | 0     | –      | –      | 36     | 7      |
| 2014/15         | Jong PSV         | Eerste divisie  | 12         | 3          | 0     | 0     | –      | –      | 12     | 3      |
| 2015/16         | N.E.C.           | Eredivisie      | 16         | 0          | 2     | 1     | –      | –      | 18     | 1      |
| 2016/17         | N.E.C.           | Eredivisie      | 26         | 2          | 0     | 0     | 2      | 0      | 28     | 2      |
| 2017/18         | N.E.C.           | Eerste divisie  | 18         | 7          | 2     | 1     | 0      | 0      | 20     | 8      |
| 2018/19         | Sparta Rotterdam | Eerste divisie  | 29         | 13         | 1     | 0     | 4      | 0      | 34     | 13     |
| 2019/20         | Sparta Rotterdam | Eredivisie      | 25         | 7          | 2     | 0     | –      | –      | 27     | 7      |
| 2020/21         | Sparta Rotterdam | Eredivisie      | 3          | 0          | 0     | 0     | –      | –      | 3      | 0      |
| 2020/21         | Al-Batin         | Saudi League    | 25         | 6          | 1     | 0     | –      | –      | 26     | 6      |
| 2021/22         | Al-Batin         | Saudi League    | 29         | 5          | 2     | 0     | –      | –      | 31     | 5      |
| 2022/23         | Al Dhafra        | VAE Liga        | 24         | 1          | 4     | 0     | –      | –      | 28     | 1      |
| 2023/24         | Al-Jabalain      | First Division  | 34         | 8          | 1     | 0     | –      | –      | 35     | 8      |
| 2024/25         | Wydad AC         | Botola Pro      | 0          | 0          | 0     | 0     | –      | –      | 0      | 0      |
| Carrière totaal | Carrière totaal  | Carrière totaal | 277        | 59         | 15    | 2     | 6      | 0      | 298    | 61     |

Bijgewerkt t/m 25 juli 2024 2024

## Interlandcarrière
Nederland onder 21
Rayhi debuteerde op 13 november 2014 in Nederland –21, in een vriendschappelijke wedstrijd tegen Duitsland –21 (1–3).
| Interlands van Mohamed Rayhi | Interlands van Mohamed Rayhi | Interlands van Mohamed Rayhi | Interlands van Mohamed Rayhi | Interlands van Mohamed Rayhi | Interlands van Mohamed Rayhi |
| №                            | Datum                        | Wedstrijd                    | Uitslag                      | Soort Wedstrijd              | Doelpunten                   |
| Als speler bij PSV           | Als speler bij PSV           | Als speler bij PSV           | Als speler bij PSV           | Als speler bij PSV           | Als speler bij PSV           |
| ---------------------------- | ---------------------------- | ---------------------------- | ---------------------------- | ---------------------------- | ---------------------------- |
| 1.                           | 13 november 2014             | Duitsland – Nederland        | 3 – 1                        | Vriendschappelijk            | 0                            |
| 2.                           | 27 mei 2015                  | Nederland – Costa Rica       | 3 – 2                        | Vriendschappelijk            | 0                            |
| 3.                           | 29 mei 2015                  | Verenigde Staten – Nederland | 3 – 1                        | Vriendschappelijk            | 0                            |
| 4.                           | 31 mei 2015                  | Nederland – Qatar            | 5 – 1                        | Vriendschappelijk            | 1                            |

Nederland onder 20
Rayhi debuteerde op 12 oktober 2013 in Nederlands beloftenelftal, in een vriendschappelijke wedstrijd tegen Duitsland –20 (0–4).
| Interlands van Mohamed Rayhi | Interlands van Mohamed Rayhi | Interlands van Mohamed Rayhi | Interlands van Mohamed Rayhi | Interlands van Mohamed Rayhi | Interlands van Mohamed Rayhi |
| №                            | Datum                        | Wedstrijd                    | Uitslag                      | Soort Wedstrijd              | Doelpunten                   |
| Als speler bij PSV           | Als speler bij PSV           | Als speler bij PSV           | Als speler bij PSV           | Als speler bij PSV           | Als speler bij PSV           |
| ---------------------------- | ---------------------------- | ---------------------------- | ---------------------------- | ---------------------------- | ---------------------------- |
| 1.                           | 12 oktober 2013              | Nederland – Duitsland        | 0 – 4                        | Vriendschappelijk            | 0                            |
| 2.                           | 14 oktober 2013              | Turkije – Nederland          | 3 – 2                        | Vriendschappelijk            | 0                            |